# IC 3025
IC 3025 је лентикуларна галаксија у сазвјежђу Дјевица која се налази на листи објеката дубоког неба у Индекс каталогу.
Деклинација објекта је + 10° 11' 19" а ректасцензија 12h 10m 23,0s. Привидна величина (магнитуда) објекта IC 3025 износи 14,2 а фотографска магнитуда 15,1. IC 3025 је још познат и под ознакама MCG 2-31-40, CGCG 69-69, VCC 21, PGC 38726.